# Sympatikus
Nervy sympatické (z řeckého: sympathia – náklonnost, soucítění, přen. „nervy života“) patří mezi skupiny vegetativního (autonomního) nervstva, jehož funkce nepodléhá naší vůli. Jsou v hladkém svalstvu zažívací trubice, průdušnice, průdušek a močopohlavním ústrojí. Dráhy vegetativního nervstva přerušují ganglia (zauzliny), která se nacházejí blízko míchy.
Sympatické nervy vystupují z míchy krční, hrudní a bederní.
Sympatické a parasympatické nervstvo působí navzájem antagonisticky, sympatikus zrychluje srdeční činnost a jeho mediátor je noradrenalin a adrenalin.